# Anisodes dilogia
Anisodes dilogia là một loài bướm đêm trong họ Geometridae.